# Södermanlands runinskrifter 323
Södermanlands runinskrifter 323 är en försvunnen vikingatida runsten som funnits i Åsby, Helgarö socken och Strängnäs kommun. Stenen har varit försvunnen sedan cirka 1870. Enligt uppgift har den grävts ned i en åker.

## Inskriften
Translitterering av runraden:
[...anti × auk (i)sk(u)tr × þ--ʀ (r)aistu × stan × þinsa at × þuri ... ... + sknkals × raist × runaʀ ×]
Normalisering till runsvenska:
''...anti ok Asgautr þ[æi]ʀ ræistu stæin þennsa at Þori ... ... Skammhals ræist runaʀ.
Översättning till nusvenska:
... och Åsgöt de reste denna sten efter Tore ... Skammhals ristade runorna.